# Поморский берег
Помо́рский бе́рег — название части побережья Белого моря между реками Кемь и Онега, территория формирования этнической группы русского населения — поморов.
Поморский берег омывается водами Онежской губы Белого моря. К западу от Поморского берега находится Карельский берег, к востоку — Онежский берег. Составляет южный участок Прибеломорской низменности.
Поморский берег изрезан множеством губ и бухт. Наибольшие из них: губа Нименьга, Сумская, Сорокская, Шуерецкая и Кемская губы. Бо́льшая часть Поморского берега — низменная, заболоченная, с отдельными скальными возвышенностями. Растут сосновые и еловые леса. Вдоль берега — группы скалистых островов (шхер) — Онежские, Сумские и Кемские шхеры (острова Шуйостров, Белогузиха, Большой и Малый Жужмуй, Сосновцы, Сумостров, Мягостров, архипелаг Кузова и другие).
На побережье расположены старинные поморские сёла Сумский Посад, Вирма, Шуерецкое, Нюхча, Кушерека, Унежма, Ворзогоры и другие, а также три портовых города: Онега (её левобережная часть), Кемь (правобережная часть) и Беломорск.